# 南阿蘇白川水源站

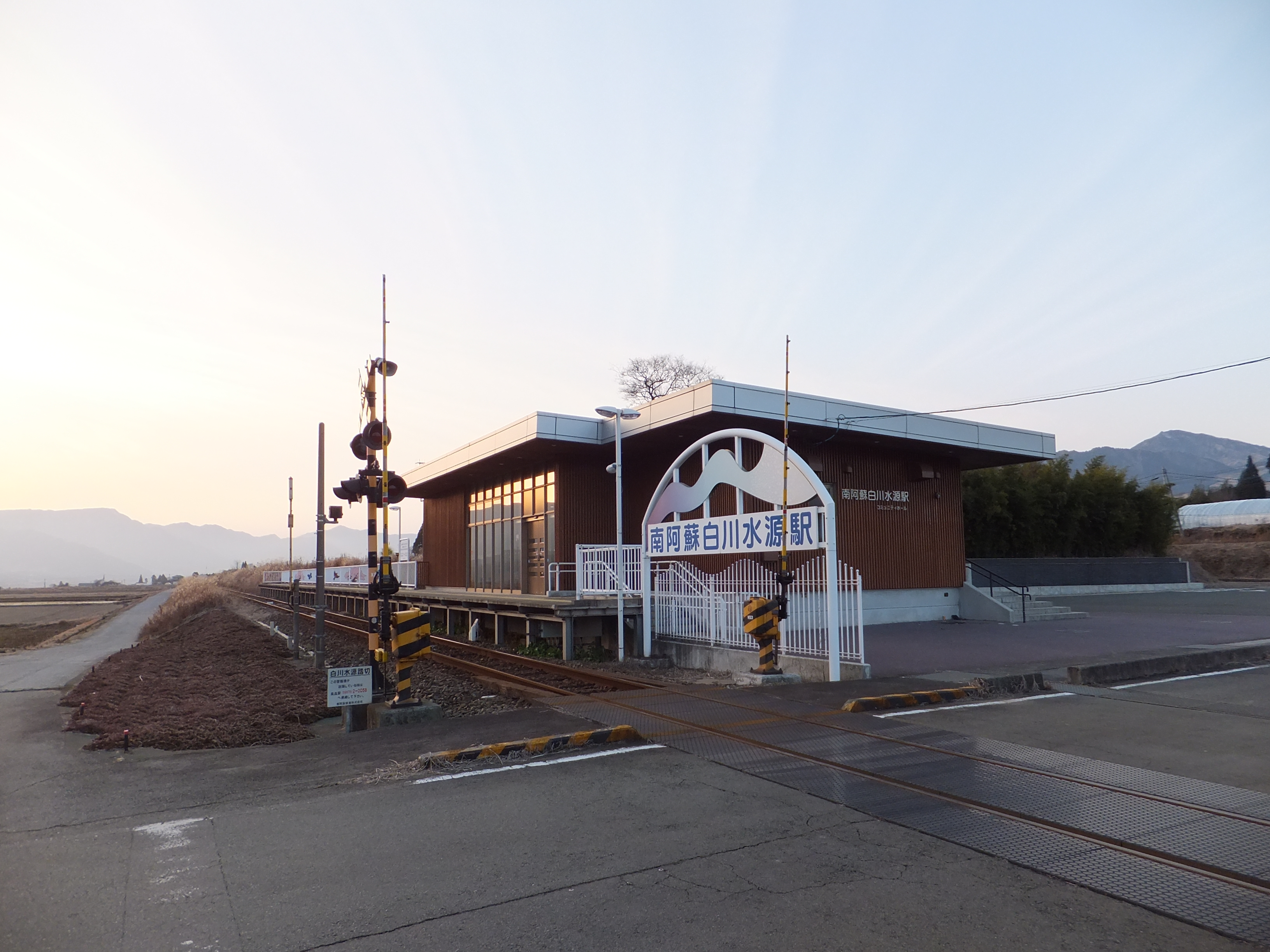
車站遠景(2017年1月)

南阿蘇白川水源站（日语：／ Minamiaso-Shirakawasuigen eki */?）是位於熊本縣阿蘇郡南阿蘇村大字一關，南阿蘇鐵道的高森線車站。

## 概要
此站是南阿蘇村的請願站，建設費3500萬日圓同該村全數負責。白川水源位於此站南邊300米處，原本最近白川水源的車站是阿蘇白川站，為了方便乘客前往水源而開設此站，方便當地人士。

## 歷史
- 2011年（平成23年）6月 - 發表在阿蘇白川至見晴台之間，最近白川水源處設置新站。
- 2012年（平成24年）
  - 3月17日 - 車站啟用。
  - 7月22日 - 車站大樓完成[3]。

## 車站構造
車站是一座地面車站，設有1面1線的單式月台。車站大樓兼備社區設施，但是於車站3個月後落成，於2012年7月開始使用。車站大樓內設有咖啡店「倶梨伽羅」。

## 使用狀況
| 年度   | 1日平均 乘車人次 | 1日平均 上下車人次 |
| ------ | ---------------- | ------------------ |
| 2012年 |                  | 24                 |
| 2013年 |                  | 31                 |
| 2014年 | 21               | 43                 |
| 2015年 | 18               | 36                 |

## 車站周邊

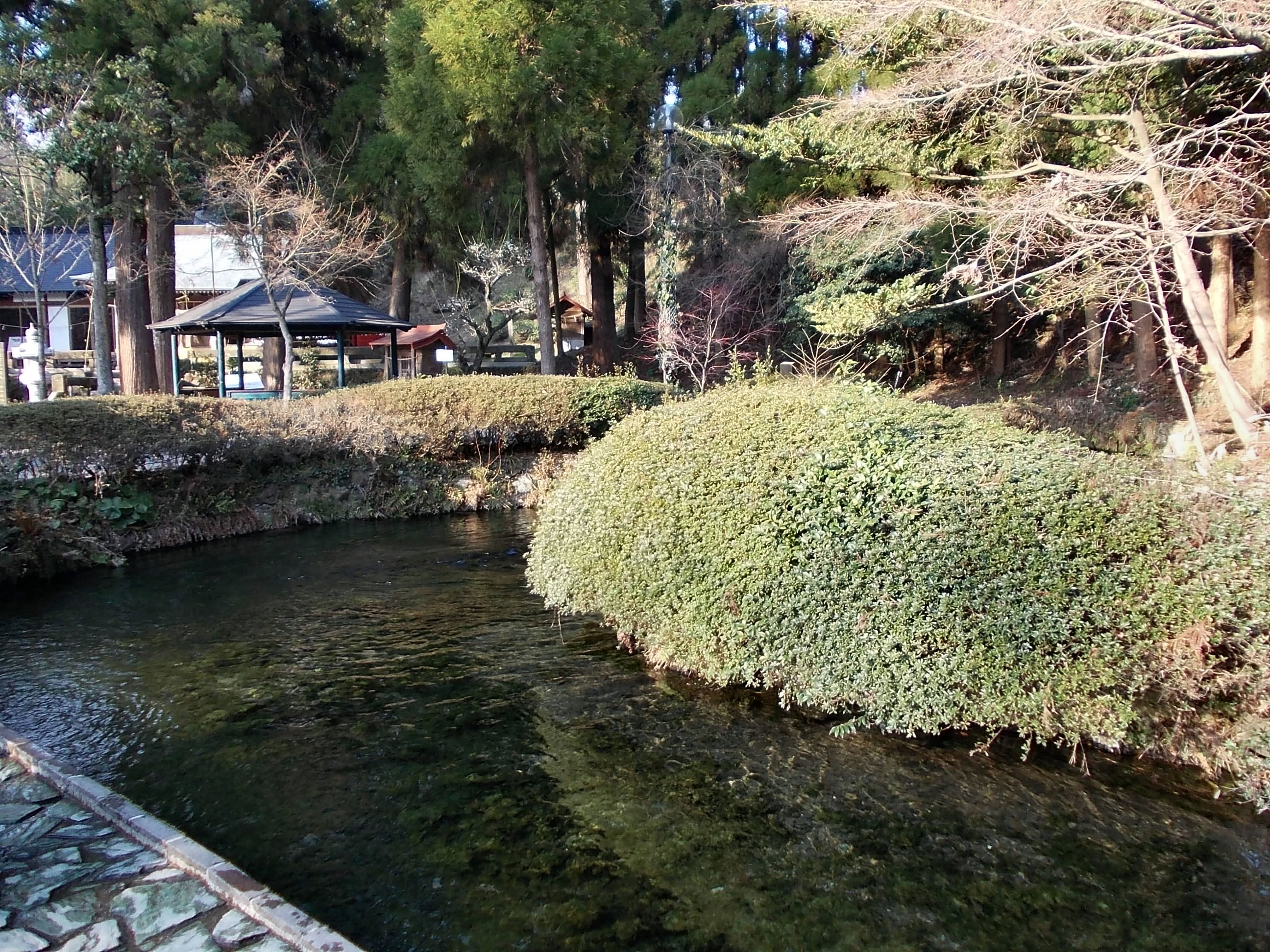
白川水源

站前設有白川流過。車站東北設有白川水源和白川水源公園。

## 巴士路線
- 產交巴士（日语：九州産交バス）
  - 白川水源前 - 位於車站北邊100米處的舊・國道325號（村道）上。

## 相鄰車站
南阿蘇鐵道
高森線
阿蘇白川－南阿蘇白川水源－見晴台

## 注腳
1. ↑  「JTB時刻表」2012年3月號
2. ↑  白川水源近くに新駅、来年3月開業　南阿蘇鉄道－熊本のニュース│ くまにちコム（日語） - 熊本日日新聞（網站存檔），2012年2月25日參閲。
3. ↑  観光テコに復興へ　南阿蘇白川水源の駅舎完成 （页面存档备份，存于）（日語） - 熊本日日新聞 2012年7月23日
4. ↑  南阿蘇白川水源駅にあるカフェ （页面存档备份，存于）（日語）（全國商工會連合會）
5. ↑  国土数値情報(駅別乗降客数データ)  （页面存档备份，存于）（日語） - 國土交通省，2018年3月23日參閲
6. ↑   （页面存档备份，存于）（日語） - 九州運輸要覧，2018年3月26日參閲
7. ↑   （页面存档备份，存于）（日語） - 九州運輸要覧，2018年3月26日參閲

## 外部連結
- 南阿蘇白川水源｜南阿蘇鐵道 （页面存档备份，存于）（日語）
- 南阿蘇白川水源駅開業祭[]（日語） - 南阿蘇村觀光協會